# Prison School
Prison School (яп. プリズンスクール Пуридзун Сукуːру) — японская комедийная и эротическая манга, автором и иллюстратором которой является Акира Хирамото. Манга начала публиковаться издательством Kodansha в журнале Weekly Young Magazine с 7 февраля 2011 года. Манга также лицензирована компанией Yen Press для её публикации на территории США. По мотивам комикса был выпущен аниме-сериал, начавший свою трансляцию в июле 2015 года, и телевизионный сериал, вышедший на телеэкраны Японии в октябре 2015 года.

## Сюжет
Киёси, Такэхито, Синго, Дзёдзи и Рэйдзи переводятся в академию Хатимицу, в которую до недавнего времени принимали только девушек, а главные герои становятся первыми учениками-мужчинами. Почти сразу после прибытия члены подпольного студенческого совета арестовывают парней за попытку подглядеть за голыми девушками в душевых и заключают в школьную тюрьму. Мари Курихара, президент студсовета из-за своей ненависти к мужчинам решает во что бы то ни стало выгнать героев из школы и поэтому поручает своим подручным, Мэйко и Хане, измываться над парнями и пытаться подстроить ситуации, в которых парни оказывались бы за территорией тюрьмы, и таким образом зачислить им побег. По правилам академии, ученик исключается после трёх попыток побега из тюрьмы, главным героям же предстоит выдерживать все издевательства студсовета и по возможности не поддаваться на их провокации, однако на практике у парней это далеко не всегда получается...

## Список персонажей
Киёси Фудзино (яп. 藤野 清志 Фудзино Киёси)
Сэйюː Хироси Камия
Главный герой истории. Архетипный японский школьник, обладающий спокойным характером. Он самый рациональный в группе, но в то же время сам не способен на насилие и даже просто постоять за себя, однако иногда может отличаться смелостью, самоуверенностью и самоотверженностью . Питает нежные чувства к Тиё и даже устроил тайный побег, чтобы пойти с ней на свидание. Но его мучает совесть, что несколько раз ей солгал (в том числе чтобы познакомиться ближе), а так же не хватило духу признаться, что участвовал в подглядывании, за что в конце концов и поплатился. Не задумываясь спас воронёнка, выпавшего из гнезда, водворив птенца обратно, что и заметила Тиё Курихара. Единственный из парней, попавший в школьную тюрьму дважды.
Такэхито Морокудзу (яп. 諸葛 岳人 Морокудзу Такэхито)/Гакуто
Сэйюː Кацуки Кониси
Один из главных героев. Эксцентричный и вспыльчивый парень, которому в голову постоянно приходят «гениальные идеи» по побегу или иным обманам членов студсовета. Говорит в старом стиле японского языка, в частности к себе обращается, как «ваш покорный слуга», но при этом хорошо разбирается в компьютерах и увлекается историей Троецарствия, зная историю каждого китайского полководца той эпохи, и даже помог Киёси в тайном побеге, чтобы тот на выставке добыл для него фигурку с полководцем. Из-за того, что Гакуто склонен привлекать к себе излишнее внимание, получает чаще всех остальных побои от членов студсовета.
Синго Вакамото (яп. 若本 真吾 Вакамото Синго)
Сэйюː Кэнъити Судзумура
Один из заключённых в школьной тюрьме. Когда Киёси и Такэхито проворачивали план по побегу, Синго стал их подозревать, но пришёл к выводу, что парни — голубые. Когда Киёси заловили на побеге и всем в качестве штрафа наложили ещё месяц заключения, стал целенаправленно гнобить Киёси и давил на остальных, чтобы те не общались с главным героем. Сам же тайно в обмен на вкусную еду и временное освобождение стал докладывать студсовету тайны своих сокамерников и даже стал встречаться с Андзу, а впоследствии влюбился в неё. Когда Андзу призналась, что является шпионом студсовета, то Синго решил больше не предавать своих сокамерников.
Дзёдзи Нэдзу (яп. 根津 譲二 Нэдзу Дзёдзи)/Дзё
Сэйюː Дайсукэ Намикава
Один из заключённых. Постоянно носит капюшон, наполовину скрывающий его лицо. Физически слаб и постоянно кашляет кровью, утверждая, что это лишь стоматит во рту. Немногословен, типичный интроверт, любит муравьёв, держит при себе небольшую муравьиную ферму и периодически выгуливает своих питомцев. Однажды, когда Мари Курихара с помощью своего ворона инсценировала ситуацию, будто ворон съел его муравьёв, Дзёдзи настолько пришёл в ярость, что без колебаний попытался убить Мари, но его остановил Киёси. Мечтает вернуться в тюрьму. Временами страдает от раздвоения личности.
Рэйдзи Андо (яп. 安堂 麗治 Андоː Рэйдзи)/Андрэ
Сэйюː Кадзуюки Окицу
Один из заключённых, самый крупный и толстый, внешне похож на фигурку Будды. Мазохист, очень любит, когда члены студсовета истязают его, но ему как правило реже всего достаются побои. Несмотря на свой безобидный вид, физически очень силён, почти так же, как и Мэйко. У него хорошо развито логическое мышление или, как он это называет, "мазохистодедукция". Ярый поклонник Мейко Сираки.
Мари Курихара (яп. 栗原 万里 Курихара Мари)
Сэйюː Саяка Охара
Президент подпольного студсовета академии. Дрессировщица воронов, с помощью них может следить за всеми на территории академии. Ненавидит всех мужчин, в том числе презирает своего отца, которого постоянно ловит на разглядывании фотографий с женскими ягодицами. Это является главной причиной всех жестоких обращений с главными героями. Мари даже решает намеренно провоцировать их и подстраивать ситуации так, будто они сбежали из тюрьмы, чтобы отчислить из школы. При этом от младшей сестры Тиё она не раз слышала о доброте Киёси, но это не меняло принципы Мари. В конце концов, когда выяснилось, что она намеренно подстраивала побеги, была сама заключена в тюрьму.
Мэйко Сираки (яп. 白木 芽衣子 Сираки Мэйко)
Сэйюː Сидзука Ито
Вице президент подпольного студсовета. Женщина-садист, «королева»; со стороны кажется спокойной, но мыслит крайне холодно и рационально, никогда не сочувствуя и не щадя героев, в любой момент может огреть хлыстом провинившихся парней или же, если те ослушиваются её приказов, даже может пойти на пытки, садясь жертве на лицо. Главные герои почти постоянно находятся под её строгим надзором. Имеет пышные формы, которые всегда видны из под одежды. Мэйко также является главным источником этти-сцен и фансервиса в манге и аниме, любит поупражняться и страдает от изобильного выделения пота. Так как слишком долго проводила время с заключёнными, они стали предугадывать её поведение, действия и использовали это не раз в свою выгоду. Мэйко очень уважает и в то же время боится Мари.
Хана Мидорикава (яп. 緑川 花 Мидорикава Хана)
Сэйюː Кана Ханадзава
Секретарь подпольного студенческого совета и эксперт по чайным рецептам. Яндереː Со стороны выглядит безобидной и инфантильной, но стоит её хоть немного разозлить, моментально впадает в агрессию и жестоко избивает заключённых. Причём, несмотря на изящное телосложение, спортивная и входит в четвёрку сильнейших каратисток школы. Как и все студентки, носит стандартную школьную форму, включающую короткую юбку выше колен. Но отличительной частью гардероба Ханы являются синие бриджи, благодаря которым она может свободно, не стесняясь парней, использовать профессиональные приёмы карате ногами. Чтобы вынести целый отряд озабоченных старшеклассников, достаточно одной лишь Ханы, даже такому здоровяку Андре хватило одного удара от Мидорикавы, чтобы кубарем свалиться на землю, жалуясь, что от её наказаний никакого удовольствия. Однажды Киёси случайно увидел, как Хана пописала, и с тех пор она преследовала героя, чтобы увидеть его мужское достоинство и заставить при ней помочиться. Ради этого она даже заставила Киёси выпить чай с повышенным содержанием одуванчиков, но тот случайно написал на девушку, после чего та в знак отместки сама попыталась написать на Киёси в комнате медпункта. Однако когда туда зашла Тиё Курихара, Хане с Киёси пришлось спрятаться под кроватью, где Фудзино непреднамеренно потёрся своим "грибочком" о Хану. С тех пор девушка по настоящему возненавидела Киёси. Неожиданно Хана решила наказать очень романтично и украсть у парня первый поцелуй, но тот в ответ поцеловал Хану взасос. Когда Мидорикава узнала, что Киёси сделал это лишь ради осуществления плана по краже файлов-компроматов на Подпольный Студсовет из компьютера, хотела его убить по-настоящему (бедняга отделался переломом кисти руки). Но именно после его поцелуя вместо ненависти начала испытывать к Фудзино любовные чувства.
Директор Курихара (яп. 栗原 理事長 Курихара Ридзитёː)
Сэйюː Кэйдзи Фудзивара
Директор академии и отец Мари и Тиё. Является одним из тех, кто считает женские ягодицы привлекательнее груди. Хотя он и на стороне главных героев, всегда остаётся пассивным наблюдателем, помог лишь однажды, дав один день отсрочки главным героям, до их выдворения из школы. Мари постоянно залавливает отца на разглядывании фотографий с женскими ягодицами, что только подогревает у девушки нелюбовь к мужчинам. Директор не раз пытался выкинуть или похоронить в земле фотографии с ягодицами, но каждый раз вырывал своё «сокровище».
Тиё Курихара (яп. 栗原 千代 Курихара Тиё)
Сэйюː Тинами Хасимото
Младшая сестра Мари. Стала питать любовные чувства к Киёси почти с самого начала знакомства. Позже тайно помогает главным героям, чтобы тех не выгнали из школы. Пригрозила, что если Киёси выгонят из школы, то она сама тоже уйдёт.
Андзу Ёкояма (яп. 横山 杏子 Ёкояма Андзу)
Сэйюː Ё Тайти
Тайный шпион подпольного студсовета, получила задание встречаться с Синго, чтобы однажды его так сильно задержать, чтобы для него это расценивалось как побег из школьной тюрьмы. Но вскоре Андзу сама проникается чувствами к Синго и признаётся в том, что является шпионом. Позже решает вместе с Тиё помочь главным героям, чтобы тех не выгнали из школы.
Кейт Какэномия (яп. 竹ノ宮 ケイト Такэномия Кэито)
Глава нового студсовета, является врагом и соперницей Мари ещё со средней школы.
Риса Бэтто (яп. 別当 リサ Бэттоː Риса)
Вице президент нового студсовета, влюблена в Андре, но склонна издеваться над ним. Мрачная и жёсткая с виду. Всегда носит с собой бамбуковый меч для кендо - синай, которым мастерски владеет.
Мицуко Ёкояма (яп. 横山 みつ子 Ёкояма Мицуко)
Секретарь нового студсовета, питает романтические чувства к Гакуто и любит рисовать яой-мангу. Неуклюжа, периодически из за этого попадает в пикантные ситуации.

## Манга
Манга была написана и иллюстрирована Акирой Хирамото и начала свой выпуск в издательством Kodansha в еженедельном журнале Weekly Young Magazine с 7 февраля 2011 года. Первый том манги был выпущен 6 июня 2011 года, а по состоянию на 4 декабря 2015 года, было выпущено 19 томов манги. Манга также были лицензирована компанией Yen Press для выпуска на территории США, где первый том манги на английском был выпущен в июле 2015 года. В данный момент 14 ноября 2017 существует 27 томов манги. В декабре 2017 вышла последняя 277 глава. На апрель 2018 заявлен выпуск эпилога манги, количество глав в нём не известно 

### Список томов
| №  | Японский (оригинал) | Японский (оригинал)    | Английский        | Английский             |
| №  | Дата публикации     | ISBN                   | Дата публикации   | ISBN                   |
| -- | ------------------- | ---------------------- | ----------------- | ---------------------- |
| 1  | 6 июня 2011 года    | ISBN 978-4-06-382043-0 | 21 июля 2015 года | ISBN 978-0-316-34365-7 |
| 2  | 6 октября 2011 года | ISBN 978-4-06-382091-1 | 21 июля 2015 года | ISBN 978-0-316-34365-7 |
| 3  | 6 января 2012 года  | ISBN 978-4-06-382125-3 | Ноябрь 2015 года  | ISBN 978-0-316-34612-2 |
| 4  | 6 апреля 2012 года  | ISBN 978-4-06-382159-8 | Ноябрь 2015 года  | ISBN 978-0-316-34612-2 |
| 5  | 6 июля 2012 года    | ISBN 978-4-06-382195-6 | —                 |                        |
| 6  | 6 ноября 2012 года  | ISBN 978-4-06-382224-3 | —                 |                        |
| 7  | 6 февраля 2013 года | ISBN 978-4-06-382261-8 | —                 |                        |
| 8  | 2 мая 2013 года     | ISBN 978-4-06-382302-8 | —                 |                        |
| 9  | 5 июля 2013 года    | ISBN 978-4-06-382320-2 | —                 |                        |
| 10 | 4 октября 2013 года | ISBN 978-4-06-382359-2 | —                 |                        |
| 11 | 6 декабря 2013 года | ISBN 978-4-06-382387-5 | —                 |                        |
| 12 | 6 марта 2014 года   | ISBN 978-4-06-382432-2 | —                 |                        |
| 13 | 2 мая 2014 года     | ISBN 978-4-06-382461-2 | —                 |                        |
| 14 | 6 августа 2014 года | ISBN 978-4-06-382499-5 | —                 |                        |
| 15 | 6 ноября 2014 года  | ISBN 978-4-06-382525-1 | —                 |                        |
| 16 | 6 марта 2015 года   | ISBN 978-4-06-382570-1 | —                 |                        |
| 17 | 5 июня 2015 года    | ISBN 978-4-06-382643-2 | —                 |                        |
| 18 | 6 августа 2015 года | ISBN 978-4-06-382647-0 | —                 |                        |
| 19 | 4 декабря 2015 года | ISBN 978-4-06-382714-9 | —                 |                        |

## Аниме
Созданием аниме-адаптации занималась студия J.C. Staff, режиссёром выступил Цутому Мидзусима, сценаристом — Митико Ёкотэ, за дизайн персонажей и анимации отвечал Дзюньитиро Танигути. Показ первой серии аниме состоялся в июле 2015 года по японским телеканалам Tokyo MX, KBS, SUN, TVA и BS11. Озвучивающие актёры пяти главных героев также выступили в музыкальном сопровождении, в открывающей теме и концовке каждой серии аниме-сериала. Выпуск ограниченного DVD-издания намечен на 4 марта 2016 года, в день выпуска 20 тома манги. 

### Список серий
| No. | Заголовок                                                                                     | Дата выхода           |
| --- | --------------------------------------------------------------------------------------------- | --------------------- |
| 1   | The Peep Job «Нодзоки Даисакусэн» (ノゾキ大作戦)                                              | 11 июля 2015 года     |
| 2   | The Man Who Viewed Too Much «Сири Суигитэита Отоко» (尻すぎていた男)                          | 18 июля 2015 года     |
| 3   | A Mighty Spurt «Даифунсюцу» (大噴出)                                                          | 25 июля 2015 года     |
| 4   | Take Me Out to the Sumoland «Ватаси п Сумоː ни Цурэтэттэ» (私をスモーに連れてって)            | 31 июля 2015 года     |
| 5   | The School's Number One Most Treacherous Man «Гакуэн Иси но Урагири Отоко» (学園一の裏切り男) | 7 августа 2015 года   |
| 6   | Vengeance is Hana's «Фукусюːсуру ва Хана ни Ари» (復讐するは花にあり)                         | 14 августа 2015 года  |
| 7   | Meiko's Delicious Restaurant «Мэйко но Оисиː Рэсуторан» (芽衣子のおいしいレストラン)          | 21 Августа 2015 года  |
| 8   | The Diary of Andre «Andore no Nikki» (アンドレの日記)                                         | 28 Августа 2015 года  |
| 9   | Full of Bodily Fluids «Тайэки га Иппай» (体液がいっぱい)                                      | 4 сентября 2015 года  |
| 10  | It's a Bum-derful Life «Субарасики Сири Кана, Дзинсэй» (素晴らしき尻哉人生！)                 | 11 сентября 2015 года |
| 11  | Eryngii Brockovich «Эринги Бурокобитти» (エリンギ・ブロコビッチ)                              | 18 сентября 2015 года |
| 12  | Good Morning, Prison «Гудди Моːнингу Пуридзун» (グッドモーニング・プリズン)                   | 25 сентября 2015 года |

## Дорама
В августе 2015 года было объявлено о предстоящем выходе дорамы с участием живых актёров. Режиссёром выступил Нобору Игути из студии Robot.. Выход первой серии состоялся 26 октября 2015 года по телеканалам MBS и TBS. Отрывающую тему Shōdō (яп. 衝動 Сёдо) исполняет группа HaKU.

## Восприятие
По состоянию на декабрь 2015 года было продано свыше 7,5 миллиона копий манги. Также Prison School выиграла премию манги Коданся на 37-м вручении как лучшее произведение основного жанра.
Джейкоб Хоуп Чапман, критик сайта ANN, отметил, что аниме-сериал его в буквальном смысле затянул, сериал от начала до конца изобилует жестокими сценами и фетишистским юмором, которые невозможно серьёзно воспринимать, а также обилие откровенных эротических сцен. Однако обилие жестоких и кровавых сцен сильно отбивает чувство либидо у мужских зрителей, по этой причине по-настоящему сексуальным это аниме назвать нельзя. Однако несмотря на это, аниме-сериал можно по праву признать обладающим высокими стандартами, а главным героям легко сочувствовать.